# Liste der Monuments historiques in Mars-sous-Bourcq
Die Liste der Monuments historiques in Mars-sous-Bourcq führt die Monuments historiques in der französischen Gemeinde Mars-sous-Bourcq auf.

## Liste der Immobilien
| Bezeichnung      | Beschreibung            | Standort                | Kennzeichnung | Schutzstatus | Datum | Bild           |
| ---------------- | ----------------------- | ----------------------- | ------------- | ------------ | ----- | -------------- |
| Kirche St-Martin | aus dem 15. Jahrhundert | Rue Saint-Martin (Lage) | PA00078460    | Classé       | 1920  | weitere Bilder |